# Хаџиме Сорајама
Хаџиме Сорајама (空山 基, Hajime Sorayama, Ехиме, Јапан - 22. фебруар 1947) је јапански илустратор који је светску славу стекао дизајнирајући оригиналног Сони АИБО робота, а затим и низом својих робота-суперхероина. Он свој рад назива „хиперреализам" јер се бави савладавањем и коришћењем техника којима се постиже реалистичност објекта. 

## Биографија

### Рани живот
Хаџиме је завршио средњу школу у Имабарију где је развио интересовање за скициранје тада популарних пинап девојака. Инспирисан књигом Макото Оде Nandemo Mite Υaro (Одлазим и видећу све), започео је своје путовање по Европи и Азији. Занимао се за грчки језик што га је навело да упише Шикоку Гаин, универзитет за стране језике и старогрчки. Његов први покушај да створи магазин под називом Розе дневник није добио добар одзив од колега, па је одлучио да напусти факултет. Сели се у Токио 1967. године, где наставља своја бављења уметношћу.  Завршо је своје студије у 21. години живота и убрзо се запослио у једној маркетиншкој фирми. Постао је фриленс уметник 1972., а шест година касније нацртао је скицу првог робота. О својој првој илустрацији рекао је:  „Моја пријатељица и дизајнерка Хара Коики желела је да искористи C-3PO из Ратова звезда за једну презентацију за Сантори, али је имала проблема са ауторским правима. Тада сам ја пробао да смислим нешто у кратком временском року". 

### Каријера
Хаџиме је препознатљив по својој лепој уметности, илустрацијама и индустијском дизајну. Како би објаснио разлику између илустрације и металних инсталација које креира рекао је : „За разлику од уметности, илустрација није ствар емоција или мржње, већ искуство које долази природно, кроз логичко размишљање.“ Сорајамину прву уметничку књигу Секси Робот објавио је Генко-Ша 1983. године. За рад је користио идеје из пинап уметности, које се у књизи тада појављују као хромирани гиноиди у сугестивним позама. Његова следећа књига, Пинап (График-ша, 1984), настала је у истом тону. Бројна његова друга дела се на сличан начин врте око фигура у сугестивним позама, укључујући веома реалистичне приказе у латексу и кожи. Његови пинап радови су се годинама појављивали на страницама часописа Пентхаус, а Плејбој ТВ је касније емитовао и направио телевизијски специјал о Сорајаминој уметности. 
Сорајама о својим пинап радовима каже: „То је моја манија. Цртао сам их још од средње школе. Тада је она била за Плејбој и Пентхаус обожаваоце. Сада је то девојка из комшилука, идол , али у наше време, ови пинапови су биле као богиње. Претпостављам да бих то могао да опишем као свој култ богиње.“ Године 1985. Сорајама је објавио видео Илустрација Видео, његов први рад са илустрацијама (осим кљига о богињама). Овде су обухваћени његови радови за филмове: то укључује рад који је стварао за филмове Brain Dead (1992),  Временски полицајац (1994) и Space Trucker  (1995). Поред тога бавио се дизајном цд-ова, картица, принтова лимитираних издања, као и омот за албум из 2001. године групе Аеросмит. Он је направио оно што ће постати почетни дизајн Сони "робот–љубимца ", налик псу, а који је добио име АИБО . Он је први комерцијални робот са вештачком интелигенцијом. Објавио је додатне четири књиге 1980-их и три нова тома плус ретроспективну збирку 1990-их. Између 2000. и 2010. објавио је још 9 књига.
Уметник је објавио још једну ретроспективу, Masterworks , почетком 2010. и нову књигу, Vibrant Vixens , у мају 2013. и ажурирану верзију „XL Masterworks” 2014. Радио је са филмским режисерима  у Холивуду на научнофантастичним пројектима укључујући и филм о Пентхаусу. Сарађивао је са режисером Џорџом Лукасом на Ратовима Звезда. Године 2021., Ејбел Тесфаје, познатији као the Weeknd објавио је сарадњу са уметником у знак прославе десетогодишњице микстејпа Echoes of Silence.